# Anders Gløersen
Anders Gløersen (Oslo, 22 de mayo de 1986) es un deportista noruego que compite en esquí de fondo.
Ganó dos medallas en el Campeonato Mundial de Esquí Nórdico de 2015, oro en la prueba por relevos y bronce en 15 km. Participó en los Juegos Olímpicos de Sochi 2014, ocupando el cuarto lugar en la prueba de velocidad individual.

## Palmarés internacional
| Campeonato Mundial | Campeonato Mundial | Campeonato Mundial | Campeonato Mundial |
| Año                | Lugar              | Medalla            | Prueba             |
| ------------------ | ------------------ | ------------------ | ------------------ |
| 2015               | Falun (Suecia)     | Medalla de oro     | Relevo 4 × 10 km   |
| 2015               | Falun (Suecia)     | Medalla de bronce  | 15 km              |